# Uduba woodae
Uduba woodae is een spinnensoort uit de familie Udubidae. De soort komt voor in Madagaskar.